# Barrio Jorge Newbery (Santiago del Estero)
El barrio "Jorge Newbery" es un barrio de la ciudad de Santiago del Estero (capital), Argentina. El barrio posee un club de mini básquet llamado "Club Social Y Deportivo Jorge Newbery". Todos los años como a fin de año se juega el Intercalles.

## Toponimia
Lleva su nombre, en homenaje al aviador argentino Jorge Newbery, un gran impulsor de nuestra aeronáutica que muere en un accidente aéreo el 1 de marzo de 1914.

## Geografía
Sus límites son: avenida Belgrano (N); vías del ferrocarril General Manuel Belgrano; avenida Antenor Álvarez; avenida del Libertador; calle Las Urrejolas.
Su superficie es de 46,17 ha y la población según el censo del 2001 es de 3323 habitantes.